# Mesochorus perforatus
Mesochorus perforatus är en stekelart som beskrevs av Schwenke 2002. Mesochorus perforatus ingår i släktet Mesochorus och familjen brokparasitsteklar. Arten är reproducerande i Sverige. Inga underarter finns listade i Catalogue of Life.